# حمامة الزينة

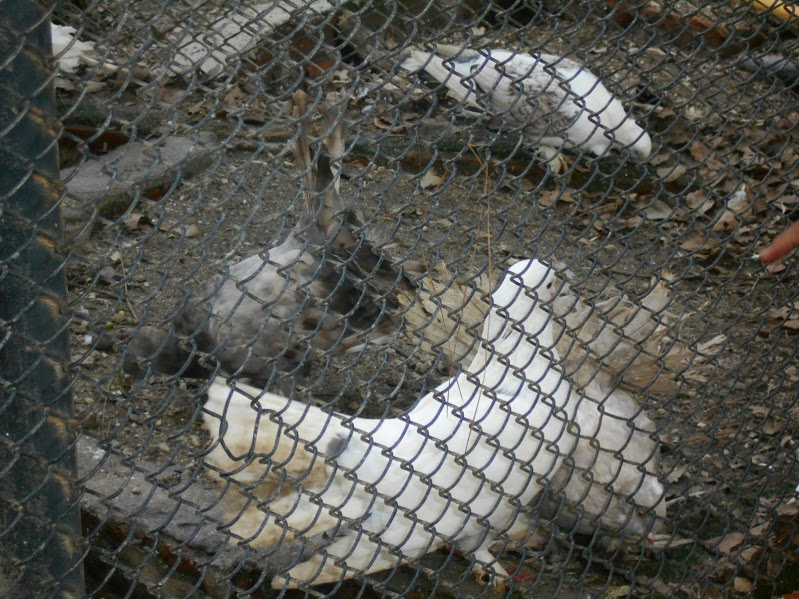
أحد فصائل حمام الزينة.

حمام الزينة يشير إلى أي سلالة من تتم تربية حمام الزينة من قبل مربي مربي الحمام لتحقيق صفات مختلفة تتعلق بالحجم والشكل واللون والسلوك،  وعادة ما يتم عرضها في معارض الحمام والاحتفالات ومعارض الماشية الأخرى.
يعتقد أن هناك حوالي 800 سلالة من الحمام المعروفة عالميًا، ومن الممكن أن يكون هناك حتى 1100 سلالة بما في ذلك الأصناف الإقليمية المنتشرة في مختلف أنحاء العالم. تحوي القائمة الأوروبية للحمام الفاخر حوالي 500 سلالة لوحدها. لم يتميز أي حيوان أليف آخر بمجموعة واسعة من التنوع في الأشكال والألوان كما حدث مع الحمام.
تُعتبر عملية تهجين الحمام الهجين ، ولا سيما حمام الجليدي ، من بين الأبحاث الشهيرة التي قام بها تشارلز داروين لدراسة التباين داخل الأنواع ، ويُعتقد أن هذا العمل قد جاء قبل ثلاث سنوات من نشره لأبحاثه الرائدة حول أصل ألانواع.